# Agelanthus heteromorphus
Agelanthus heteromorphus là một loài thực vật có hoa trong họ Loranthaceae. Loài này được (A.Rich.) Polhill & Wiens mô tả khoa học đầu tiên năm 1992.